# O ewiges Feuer, o Ursprung der Liebe, BWV 34

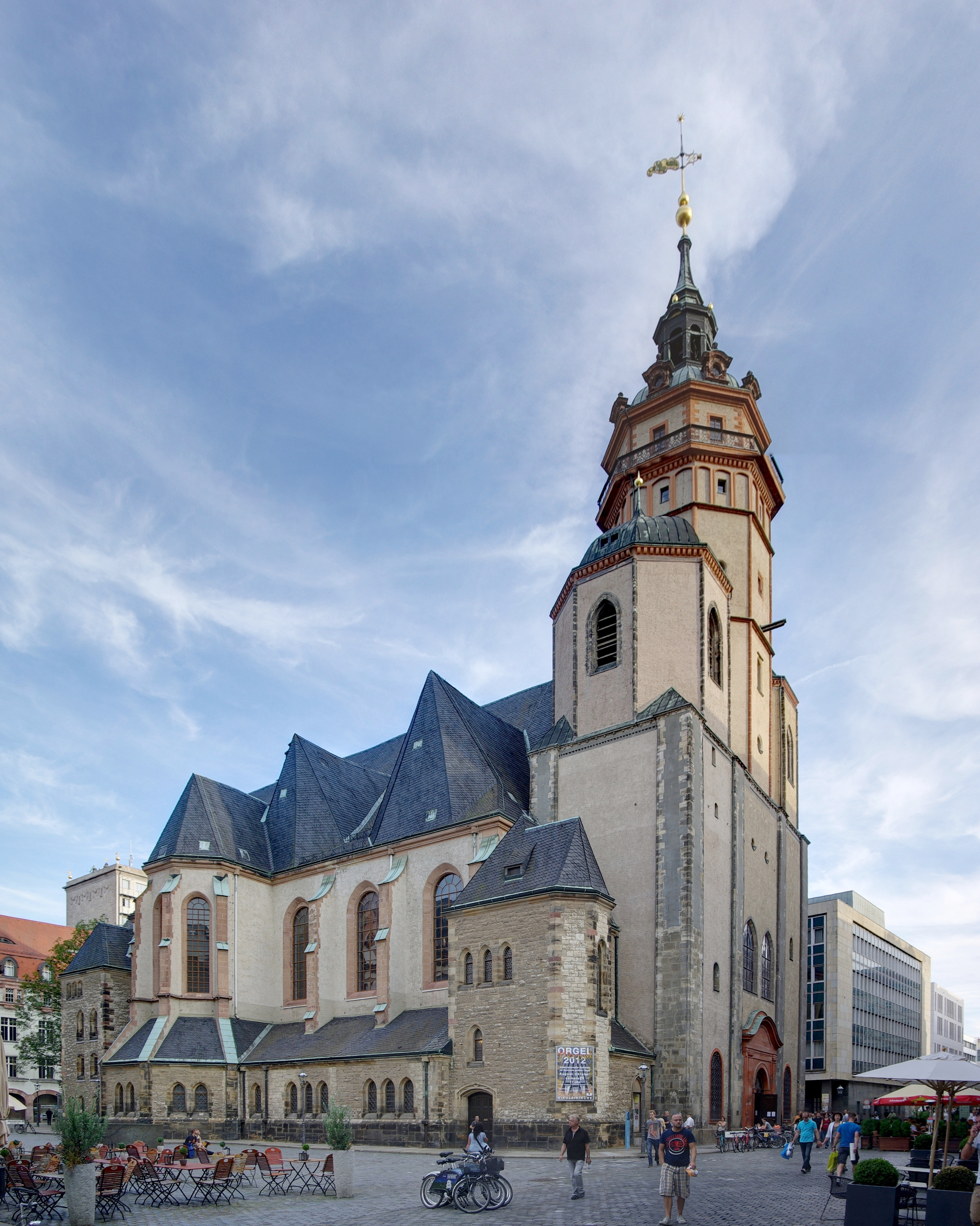
Nikolaikirche in Leipzig, Ort der Uraufführung

O ewiges Feuer, o Ursprung der Liebe (BWV 34) ist eine Kirchenkantate von Johann Sebastian Bach. Er komponierte sie für den Pfingstsonntag und leitete die Uraufführung in der Leipziger Nikolaikirche am 1. Juni 1727.

## Geschichte
Bach übernahm aus einer gleichnamigen Hochzeitskantate O ewiges Feuer, o Ursprung der Liebe, BWV 34a Teile für diese Pfingstkantate. In beiden Fällen ist der Textdichter unbekannt. Bis vor einigen Jahren ging man davon aus, dass das Werk um 1746 entstanden sei. Der Musikwissenschaftler Klaus Hofmann hat jedoch darauf hingewiesen, dass in der Russischen Nationalbibliothek zu Beginn des 21. Jahrhunderts ein gedrucktes Libretto aus dem Jahre 1727 gefunden wurde, das den verwendeten Text für die zwei Pfingsttage und für Trinitatis enthält. Im Jahre 1746 kam es zu einer Neuaufführung der Kantate, wahrscheinlich mit musikalischen Abänderungen, da Bach aus diesem Anlass eine neue Partitur schrieb. Die Musik der Fassung von 1727 ist nicht erhalten, so dass sich in dieser Hinsicht keine Rückschlüsse ziehen lassen.

## Besetzung und Aufbau
Die Kantate ist festlich besetzt mit drei Gesangssolisten (Alt, Tenor und Bass), vierstimmigem Chor und einem Orchester aus drei Trompeten, Pauken, zwei Querflöten, zwei Oboen, zwei Violinen, Viola und Basso continuo.
1. Chor: O ewiges Feuer, o Ursprung der Liebe
2. Rezitativ (Tenor): Herr, unsre Herzen halten dir
3. Arie (Alt): Wohl euch, ihr auserwählten Seelen
4. Rezitativ (Bass): Erwählt sich Gott die heilgen Hütten
5. Chor: Friede über Israel

## Musik
Der einleitende Chor ist durch zwei kontrastierende Motive geprägt: das E von ewiges wird über mehrere Takte ausgehalten, während das Feuer durch aufsteigende Melismen versinnbildlicht wird.
Nach einem kurzen Rezitativ für den Tenor bildet die Arie für Alt Wohl euch, ihr auserwählten Seelen den Mittelpunkt des Werks. Der Satz ist in ruhig wiegendem Rhythmus gehalten, wobei der Solopart von zwei Querflöten und gedämpften Streichern begleitet wird.
Das folgende kurze Bass-Rezitativ wird harmonisch nicht durch eine Kadenz abgeschlossen, sondern führt unmittelbar zum Schlusschor, dessen Einleitung Friede über Israel! dem Schlussvers von Psalm 128 (Ps 128 ) entnommen ist. John Eliot Gardiner vergleicht diese Stelle in ihrer Feierlichkeit mit dem einleitenden Kyrie zu Beginn der h-Moll-Messe. Ein jubelnder Dankgesang führt das Werk zu einem triumphalen Abschluss.